# Иларион (Прохоров)
Архиепископ Иларион (в миру Николай Иванович Прохоров, 9 марта 1889, Хутор-Михайловский, Сумской уезд, Харьковская губерния — 27 января 1973, Белополье, Сумская область) — епископ Русской православной церкви, архиепископ Пензенский и Саранский.

## Биография
Родился 9 марта 1889 года в селении Хутор-Михайловский (ныне город Дружба Сумской области) в семье служащего рафинадного завода.
В 1910 году окончил Курскую духовную семинарию по первому разряду со званием студента семинарии.
С 1910 по 1912 год был преподавателем Закона Божия в частной женской гимназии в Екатеринославской губернии.
В 1912—1914 годах прослушал два курса Московского коммерческого института.
28 июня 1915 года по благословению архиепископа Курского и Обоянского Тихона (Василевского) епископом Белгородским Никодимом (Кононовым) рукоположён во диакона, а затем — во пресвитера тем же епископом к Успенскому храму в селе Вощинино Курской епархии.
В 1916—1917 годах служил законоучителем земской и церковно-приходской школ в том же селе.
В 1928 году нёс обязанности настоятеля Преображенского храма в городе Белополье (в настоящее время территория Сумской епархии). Награждён саном протоиерея.
23 апреля 1938 года был репрессирован и отбывал наказание (пять лет) в Дальневосточных лагерях. В 1943 году овдовел.
С июля 1944 года вновь служил в городе Белополье настоятелем соборного храма в честь Рождества Пресвятой Богородицы.
8 сентября 1945 года указом патриарха Алексия I и Священного синода протоиерею Николаю Прохорову по пострижении в монашество определено было быть епископом Сумским и Ахтырским.
28 сентября 1945 года в Антониевском храме Киевских (ближних) пещер духовником Киево-Лаврской братии архимандритом Кронидом (Сакуном) в Киево-Печерской лавре пострижен в монашество с именем Илларион.
29 сентября в храме Михайловского монастыря в Киеве по окончании литургии было совершено наречение иеромонаха Илариона во епископа Сумского и Ахтырского. Чин наречения совершали патриарший экзарх Украины митрополит Киевский и Галицкий Иоанн (Соколов), архиепископ Харьковский и Богодуховский Стефан (Проценко) и епископ Винницкий и Брацлавский Варлаам (Борисевич). 30 сентября во Владимирском соборе Киева рукоположён во епископа. Хиротонию совершали патриарший экзарх Украины митрополит Киевский и Галицкий Иоанн (Соколов), архиепископ Харьковский и Богодуховский Стефан (Проценко) и епископ Винницкий и Брацлавский Варлаам (Борисевич).
В 1947 году Советское правительство наградило епископа Илариона медалью «За доблестный труд в Великой Отечественной войне 1941—1945 гг.»
С 27 декабря 1951 года — епископ Кировоградский и Николаевский.
С 17 ноября 1953 года — епископ Уфимский и Стерлитамакский.
25 февраля 1957 года был возведён в сан архиепископа.
С 9 декабря 1958 года — архиепископ Ивановский и Кинешемский.
С 29 мая 1963 года — архиепископ Омский и Тюменский.
3 октября 1963 года вторично назначен на Уфимскую кафедру.
С 7 октября 1967 года — архиепископ Ростовский и Новочеркасский.
С 16 декабря 1969 года — архиепископ Пензенский и Саранский.
25 июня 1970 года почислен на покой, возвратился в Белополье.
Проживая на покое в Белополье, часто посещал храм, где служил, будучи священником. Пользовался любовью и почтением молящихся. По большим праздникам он приезжал помолиться и причаститься Святых Христовых Тайн в Сумы, в кафедральный Спасо-Преображенский собор.
27 января 1973 года, на 84-м году жизни мирно почил о Господе. Похоронен в Сумах, на Центральном городском кладбище возле алтаря Петропавловского храма.